# Arboretum Norr
Arboretum Norr je arboretum v obci Baggböle u řeky Ume, asi 8 km západně od švédského města Umeå. Leží na ploše 20 hektarů, a roste zde přibližně 1 600 rostlin 280 druhů původem převážně z nejsevernějších oblastí Země. Zkoumá se jejich schopnost přežít v této oblasti a případně rozšířit množství volně rostoucích druhů ve Skandinávii.
Arboretum Norr bylo vybudováno v roce 1975 spoluprací Umeå universitet, Sveriges lantbruksuniversitet a města Umeå. Arboretum oficiálně provozuje městská nadace za přispění dalších subjektů a je pod dozorem Sveriges lantbruksuniversitets institution för norrländsk jordbruksvetenskap i Umeå.